# NIF (indeks giełdowy)
NIF (Indeks Narodowych Funduszy Inwestycyjnych) – giełdowy indeks cenowy, który odpowiada wartości rynkowej akcji piętnastu (a po połączeniu 11NFI z 03NFI Jupiter dnia 20 kwietnia 2000 – czternastu) Narodowych Funduszy Inwestycyjnych (NFI) otrzymanych przez wymianę jednego Powszechnego Świadectwa Udziałowego.

## Notowania
Notowany na Giełdzie Papierów Wartościowych w Warszawie od 12 czerwca 1997 – wartość bazowa 160,00 pkt. – do 30 grudnia 2005 roku – wartość w tym dniu 104,30.
Wartość maksymalną 170,30 pkt. osiągnął 13 czerwca 1997, a minimalną 44,30 pkt. 25 lipca 2001.